# 山田晋三
山田 晋三（やまだ しんぞう、1973年9月8日 - ）は、日本のアメリカンフットボール選手、コーチ、教育者。
現在は筑波大学体育スポーツ局次長（大学教員としての職位は准教授）を務める。
関西学院大学出身で、学生時代にはアメリカンフットボール部で活躍。1993年には甲子園ボウルで大学日本一に輝き、1995年には関西学生リーグの敢闘賞を受賞した。1996年には学生日本代表主将を務め、1999年に第1回アメリカンフットボール・ワールドカップで優勝。その後、日本国内の社会人リーグや各国のプロリーグでプレーし、XFLやNFLヨーロッパ、アリーナフットボールリーグに参戦、またNFLチームのタンパベイ・バッカニアーズのトレーニングキャンプに招聘されるなど、日本人選手として国際的なキャリアを築いた。
2004年から2006年にかけて、アリーナフットボール日本選抜チーム「侍ウォリアーズ」のヘッドコーチを務め、2010年にはIBMビッグブルーのヘッドコーチに就任。日本代表のU-19チームではディフェンスコーディネーター（2006年）およびヘッドコーチ（2007年）として指導にあたった。

## アメリカンフットボール選手としての経歴[6]
- 1993年: 関西学院大学2年時、甲子園ボウルで優勝し大学日本一
- 1995年: 関西学生リーグの敢闘賞を受賞
- 1996年: 学生日本代表主将として「アイビーボウル」に出場
- 1999年: 第1回アメリカンフットボール・ワールドカップイタリア大会で日本代表として優勝
- 2000年: 社会人チーム「アサヒ飲料チャレンジャーズ」の一員として東京スーパーボウルで優勝。ライスボウルでも勝利し、オールXリーグに選出
- 2001年: 東京スーパーボウルで連覇し、XリーグMVPと東京スーパーボウルMVPを獲得。北米プロリーグ「XFL」に参戦し、日本人として初めてプレー
- 2002年: アリーナフットボールリーグ（AFL）でプレー
- 2003年: NFLヨーロッパのアムステルダム・アドミラルズでプレー
- 2003年: 第2回アメリカンフットボール・ワールドカップドイツ大会で日本代表として優勝
- 2003年: NFLタンパベイ・バッカニアーズのトレーニングキャンプに参加

## 幼少期から大学時代のエピソード

### 幼少期とアメリカでのスポーツ体験[7]
1983年、小学4年生の時に父親の転勤に伴いアメリカ・テネシー州へ移住。日本人やアジア人がほとんどいない環境で英語に苦労する一方、地域スポーツを通じて新しい文化に触れる経験を得た。初めは得意の野球でチームに所属し、その後アメリカ特有のシーズン制によりアメリカンフットボールを始めることとなる。

### 関西学院でのアメリカンフットボールとの出会い[8]
1987年に帰国後、関西学院中学部へ編入。タッチフットボール部に入部し、アメリカでの経験を活かして友人との関係を築いた。関西学院高等部、関西学院大学商学部へ進学し、アメリカンフットボール部「FIGHTERS」に所属。2年生時には甲子園ボウルで優勝を経験し、4年生でキャプテンに就任した。

## アメリカンフットボール選手としてのエピソード

### 社会人リーグでの成功と日本代表としての活躍
関西学院大学を卒業後、アメリカンフットボールから一時距離を置き、NTTに入社。大学時代の「勝って当たり前」という環境に疲弊していたこともあり一度は競技生活を休止していたが、「FIGHTERS」のOBでありアサヒ飲料チャレンジャーズのスペシャルアドバイザーを務めていた鈴木智之からの誘いにより1998年に加入。山田はそのハードヒットから「串刺しシンゾー」という異名で呼ばれた。

#### 2000年 - 初の日本社会人選手権出場
1998年および1999年の大会では、アサヒ飲料チャレンジャーズは準決勝で涙をのむ結果に終わったが、2000年に決勝進出を果たす。試合直前に山田自身が怪我を負い、思うようなパフォーマンスを発揮できなかったものの、チームメイトの中村多聞らの活躍により、悲願の初優勝を果たした。
当時のアサヒ飲料チャレンジャーズは、ヘッドコーチの藤田智（後の富士通フロンティアーズヘッドコーチ）や守備コーディネーターの森清之（後の日本代表ヘッドコーチ）をはじめとするコーチ陣の指導のもと、戦術的にも組織的にも優れたチームだった。

#### 2001年 - 連覇とMVP獲得
2001年大会決勝戦の終盤、試合の流れを決定づける逆転インターセプトリターンタッチダウンを記録してチームを勝利に導き、MVPに輝いた。

### アメリカ挑戦の決意と経験
アサヒ飲料での活躍中、同チームに所属していたNFL（米国プロアメリカンフットボールリーグ）出身のコーチから「アメリカで挑戦してみないか」と声をかけられる。この誘いを受け、さらなる成長と影響力のある夢の実現を目指して渡米を決断。
2001年には北米プロリーグ「XFL」に参加。その後、2002年にはアリーナフットボールリーグでプレーし、2003年にはNFLヨーロッパおよびNFLのトレーニングキャンプにも参加。

## ヘッドコーチとしてのエピソード

### 侍ウォリアーズの結成
2004年、日本選抜チーム「侍ウォリアーズ」のヘッドコーチに就任。侍ウォリアーズは、日本国内の学生や社会人リーグで活躍する選手24名を集め、本場アメリカのAFLチームに挑むために結成された。チームのモットーは武士道の精神を取り入れた「フェアプレー」「義の精神」「リスペクト」であり、侍の名を冠するチームとしての矜持を表現している。

### 初の挑戦：ルイビル・ファイア戦
2004年3月21日、侍ウォリアーズはアメリカ・ケンタッキー州ルイビルでAFLのプロチーム「ルイビル・ファイア」と対戦。この試合は、アメリカンフットボールの本場に挑む日本人チームとして初の国際試合となった。侍ウォリアーズは試合中盤までリードを奪い、26-36のスコアで敗戦。

### 再挑戦：サンディエゴ・リップタイド戦
2005年、侍ウォリアーズはカリフォルニア州サンディエゴで再びAFLのプロチームに挑戦することを発表。AFLの２部リーグに所属する地元チームサンディエゴ・リップタイドとの対戦結果は67対32で、サンディエゴ・リップタイドが勝利。

### 最終戦：エバレット・ホークス戦
2006年3月19日にアメリカ合衆国ワシントン州エバレットで国際親善試合として開催。この試合は、AFL2所属のエバレット・ホークスと侍ウォリアーズが対戦したもので、ホークスが75-40で勝利を収めた。2004年のケンタッキー州ルイビル、2005年のカリフォルニア州サンディエゴでの試合に続き、今回が3度目の挑戦となった。

### IBM BIG BLUEでのヘッドコーチ就任
2010年、IBMがスポンサードするアメリカンフットボールクラブチーム「IBM BIG BLUE」のヘッドコーチに就任。

### 国際舞台での指導とさらなる挑戦
ヘッドコーチとして国内でのキャリアを積む一方、2011年には世界選抜チームのコーチを務め、翌2012年にはIFAF（国際アメリカンフットボール連盟）が主催するアメリカンフットボール世界選手権で日本代表チームのコーチとして参加。

## アメリカンフットボール日本代表コーチ、CDMとしてのエピソード
2011年：SWCオーストリア大会での日本代表コーチ
アメリカンフットボールワールドカップ（SWC）オーストリア大会でコーチとして日本代表を指導。この大会で日本代表は3位となった。
2012年：世界選抜チームでのスペシャルチームコーディネーター
International Bowlで世界選抜チームのスペシャルチームコーディネーターを務め、米国選抜チームに対して歴史的な勝利を収める。この試合は、世界選抜が米国選抜を初めて破った大会として記録されている。
2014年：カレッジ代表・U19代表での日本代表CDM
日本カレッジ代表のCDMとしてスウェーデンで行われたWUC（World University Championship）に参加。同年、U19日本代表のCDMとしてクウェート大会に帯同。
2015年：SWC米国キャントン大会での日本代表CDM
SWC米国キャントン大会にCDMとして参加。この大会では強豪国を相手に奮闘し、日本代表の競技力向上を世界に示した。
2016年：U19代表中国ハルビン大会での日本代表CDM
U19日本代表のCDMとして中国ハルビン大会に参加。
2018年：U19代表メキシコ大会での日本代表CDM
U19日本代表のCDMとしてメキシコ大会に帯同。選手たちのモチベーションを高めるために、試合前のコミュニケーションや心理的ケアを実施。この大会での経験は、若い選手たちにとって重要な成長機会となり、彼らの競技人生に大きな影響を与えた。
2020年：日本代表 vs. TSL選抜チームでの日本代表CDM
日本代表のCDMとして米国テキサス州で開催されたTSL（The Spring League）選抜チームとの国際試合に帯同。
2024年：U20代表カナダ大会での日本代表CDM
U20日本代表のCDMとしてカナダ大会に帯同。この大会で日本代表は、アメリカ代表を破り、決勝でカナダ1（この大会でカナダ代表はカナダ1、カナダ2の2チーム出場していた）と対戦した結果、敗れて優勝を逃した（9-20）。

## 筑波大学での研究・教育活動

### 筑波大学大学院への進学とスポーツ改革への関与
2015年、アメリカンフットボールの現場で培った経験を理論的に深化させるため、筑波大学大学院へ進学。大学院では、スポーツ科学を専攻。
在学中、当時「アンダーアーマー」日本総代理店である株式会社ドームのCEOを務める安田秀一から、筑波大学の学長との橋渡しを依頼される。この依頼をきっかけに、日本の大学スポーツを変革する構想に参加。安田が提案したアメリカ型の大学スポーツ運営モデルは、学長からも賛同を得た。

#### アスレチックデパートメントの設立
2017年、大学院修了後、筑波大学に新たに設立された「アスレチックデパートメント」の運営に尽力し、山田はその中で、イベント運営、学生アスリートの支援、スポーツを通じた教育プログラムの開発に取り組んだ。

#### 筑波大学「TSUKUBA LIVE!」の取り組み
アスレチックデパートメントの目玉プロジェクトの一つが、筑波大学主催のホームゲームイベント「TSUKUBA LIVE!」であり、学生が運営やサポートに積極的に関与し、地域住民やスポンサーも巻き込む形でイベントを実施。

#### 「INNOVATION LEAGUE 2021 パイオニア賞」受賞
2021年、筑波大ADの活動が評価され、スポーツ庁とSPORTS TECH TOKYOが共同で主催する「INNOVATION LEAGUE 2021 コンテスト」において「パイオニア賞」を受賞した。受賞理由として挙げられたのは、日本の環境に適した学校スポーツ活動のあり方を模索し、地域社会や教育現場との連携を強化した点である。

#### 体育スポーツ局の発足と次長としての活動
2023年4月、筑波大学は「アスレチックデパートメント」を改組し、「体育スポーツ局」を設立。この新組織は、体育およびスポーツに関連する活動を一元化するものであり、スポーツ統括長として組織運営を主導。さらに同年、次長に就任。

## 脳震盪予防の取り組みと安全対策の推進

### 背景と問題意識
日本アメリカンフットボール協会（JAFA）の強化育成委員やスポーツイノベーションカンファレンスの代表理事として、脳震盪の予防と安全対策に尽力。アメリカンフットボールの選手や指導者としての経験から、特に若年層の選手における脳震盪のリスクの高さに早くから問題意識を抱いており、これに対処するための包括的な取り組みを推進してきた。

### 2016年：高校生選手の事故と対応
2016年11月、全国高校アメリカンフットボール選手権の試合中に関西学院高等部の選手が頭部の衝撃によって亡くなる事故が発生。この悲劇的な出来事は、日本のアメリカンフットボール界全体に深刻な影響を与えた。この事態を受けて、「日本では個別の安全対策は進んでいるが、米国に比べて繰り返される脳震盪に対する具体的なガイドラインが遅れている」と指摘し、日本の安全対策の改善の必要性を訴えた。

### 米国との比較と学び
米国の脳震盪対策を参考に、日本のアメリカンフットボールにおける安全性向上に取り組んだ。米国では、脳震盪が社会問題化し、NFLが巨額の補償金を支払う和解に至った事例や、若年層の競技人口が激減した事実から、練習での安全性確保やヘルメット技術の進化、タックル技術の改善など、多角的な対策が進められていた。これらの取り組みを調査し、日本の競技環境に適した対策を導入するための指針を模索した。

### 2017年：安全対策の普及
2017年4月、スポーツイノベーションカンファレンスが主催するイベントで、アメリカの脳震盪対策の現状と成果を共有。特に、米国で進められている「練習でのコンタクト制限」や「ショルダータックリング」の導入が注目された。ショルダータックリングは、頭を進行方向に入れないラグビー由来の技術であり、従来のアメフト文化に根付いていたヘルメットでのタックルを改善するものである。

### 日本での取り組みの推進
練習でのコンタクト制限の重要性を繰り返し訴え、脳震盪の発生率が高い高校生やユースレベルでの安全対策の必要性を強調した。また、米国の「Heads Up Football（HUF）」プログラムに倣い、脳震盪予防を含む包括的な指導プログラムの導入を提案した。

## TSLとの連携と日本代表試合の実現

### 背景と役割
日本アメリカンフットボール協会（JAFA）の強化育成委員として、日本のアメリカンフットボールの国際展開に尽力し、日本代表チームやU19日本代表、大学日本代表で代表団長（CDM：シェフ・デ・ミッション）を務めるとともに、国際アメリカンフットボール連盟（IFAF）や北米団体との窓口として交渉役を担ってきた。

### 2018年：北米との連携の模索
2018年7月、メキシコシティで開催されたU19世界選手権に参加。アメリカの競技統括団体「USAフットボール」の代表スコット・ハレンバック氏と会談し、北米との新たな連携枠組みについて協議を開始した。この協議の中で、国際大会の重要性を認識しながらも、日本のアメリカンフットボールが特に北米と緊密な関係を築く必要性を提起した。

### 2019年：TSLとの直接交渉
2019年初頭、世界選手権のオーストラリア大会中止が発表される中で、代替となる国際試合の開催に向けて動き始めた。USAフットボールとの電話会議では、NCAAディビジョン1～3のカレッジチームとの試合案が議論されたが、安全面や条件面で合意に至らなかった。その後、TSL（THE SPRING LEAGUE）のCEOであるブライアン・ウッズ氏と接触し、対話をスタートさせた。
2019年8月に渡米し、インディアナポリスでUSAフットボールのアーロン・イングラム氏、ニューヨークでTSLのウッズCEOとそれぞれ直接交渉を行った。この交渉の結果、TSL選抜チームと日本代表の試合を、3者共催の形で開催することで合意に達した。

### 2020年：試合実現と意義
2020年3月1日、日本代表チームは米テキサス州でTSL選抜チームと試合を行うことが決定。これは、日本代表としては2015年以来4年8カ月ぶりの試合であり、NFLルールを基本とした新たな挑戦でもあった。日本代表はディフェンスを中心に善戦したが、攻守での個々のスキルや試合運びの部分でTSLとの違いが露呈し、特に終盤の得点チャンスでのミスや体格差が大きく響いた。それでも、得点シーンを作るなどポテンシャルを示した試合となったが、最終スコアは36-16で敗戦した。

## CFLとのパートナーシップにおける役割

### 提携の背景
2019年にカナダのプロフットボールリーグであるCFL（Canadian Football League）との提携が発表された際、その交渉と実現において中心的な役割を果たした。提携のきっかけは2019年6月に行われた国際会議で、フットボールカナダ（カナダの競技統括団体）の友人を通じてCFLの関係者に接触したことから始まった。「ほぼ飛び込み営業」と述べるように、自ら積極的に交渉を進め、CFLのランディ・アンブロージーコミッショナーにまでつながった。
CFLの掲げる国際化戦略「CFL 2.0」に注目し交渉を重ねた。同年8月には、カナダを訪問し、アンブロージーコミッショナーと直接会談を実施。この動きが、提携実現へのきっかけとなった。

### 提携の内容と成果
提携によって、日本とCFLの間で以下の取り組みが開始された。
1. グローバルプレーヤー枠の活用  CFLは「グローバルプレーヤー枠」を設け、アメリカ人やカナダ人以外の選手を対象に各チームでの出場枠を設定。これにより、日本の選手がCFLのプロ舞台で活躍する可能性が広がった。
2. 東京と大阪での「グローバルコンバイン」の開催  2020年2月、東京と大阪でCFLスカウトが日本の選手を評価する「グローバルコンバイン」が実施された。これにより、日本の選手が直接CFLにアピールする機会が提供された。
3. 共同マーケティングと国際交流  提携により、日本のXリーグとCFLの間で共同マーケティングの可能性が模索され、選手やコーチ間の交流が進められる環境が整った。

## IMG Academyとの連携における役割
米国IMGアカデミーとの連携により、「ASCENDER ELITE GLOBAL BOWL 2025 JAPAN」の実行委員長として、2025年4月26日（土）に大阪府吹田市のMKタクシーフィールドエキスポで高校生年代の国際親善試合を開催した。米IMGアカデミー選抜チームと啓明学院高校（兵庫）が対戦し、IMGアカデミーが28－15で勝利した。試合前には、隣接するパナソニック吹田スタジアムで留学説明会やフットボールクリニックが行われ、100人以上の小中高生と保護者が参加した。大会アンバサダーである花田秀虎選手（米コロラド州立大学）も登壇し、自身の体験を語った。さらに、啓明学院からはMVPに選ばれた3選手がIMGアカデミーの夏季キャンプに招待された。

## 法政大学オレンジ フットボールディレクターとしての活動

### 就任と背景
2023年、法政大学アメリカンフットボールチーム「法政オレンジ」のフットボールディレクターに就任した。このポジションは、法政大学と山田自身が大学アメリカンフットボールの価値と目的を見直す中で新設された役職であり、選手の競技面での成長に加え、人生やキャリア形成の支援を目的としている。
法政オレンジとの関係は長く、過去には甲子園ボウルの解説者として同チームを取材したほか、社会人チームのコーチとして親交を深めてきた経験がある。これらの関係性と実績が、ディレクター就任につながった。

## エンゲート株式会社での活動

### グローバル本部US準備室のマネージャーとしての活動
2024年、エンゲート株式会社において、グローバル本部US準備室のマネージャーとして新たな役職を得た。このポジションでは、日本発のスポーツ・エンパワーメント・プラットフォーム「Engate」の米国市場展開を推進し、スポーツを通じた国際的な架け橋となる活動を展開する。
この取り組みは、アスリートやスポーツチームとファンを直接つなぐギフティングモデルを米国で浸透させることに焦点を当てている。特に、これまでの経験とネットワークを活かし、米国の大学スポーツ文化やプロスポーツ市場での戦略を立案する役割を担う。